# Peter Harradine
Peter Harradine (Bern, 1945) is een golfbaanarchitect uit Zwitserland.

## Zijn jeugd
Op 6-jarige leeftijd kreeg Peter al zijn eigen golfclubs. Iedereen in zijn familie speelde golf. In de loop der jaren zakte zijn handicap tot 5 maar rugproblemen noodzaakten hem te stoppen met het spel.
Al jong moest hij tijdens de schoolvakanties met zijn vader Donald Harradine mee naar banen die door hem werden aangelegd. Dit was toen meer plicht dan plezier. Toch besloot hij later in de voetsporen van zijn vader te treden. In de Verenigde Staten deed hij in 1965 een opleiding tot baanarchitect.
Inmiddels heeft Peters oudste zoon Michael in Zwitserland landschapsarchitectuur gestudeerd. Ook speelt hij golf en staat hij eind 2013 op nummer 1016 van de wereldranglijst.

## Golfbaanarchitect
Het kantoor van Harradine Golf staat in Lausanne. In 1976 bezocht hij Dubai. In 1989 besloot hij daar een kantoor te openen vanwaar hij de aanleg van banen in het Midden-Oosten kon begeleiden zoals in Qatar (1996) en Abu Dhabi (1998). Later kwam er nog een kantoor in Duitsland bij.
Peter Harradine heeft aan bijna 200 golfbanen gewerkt. Ongeveer 160 daarvan zijn geheel door hem ontworpen, daarnaast heeft hij bestaande banen gerenoveerd en soms werd zijn advies ingewonnen voor slechts enkele verbeteringen.

## Zijn banen
De (onvolledige) lijst hieronder bevat alleen banen die geheel door hem zijn ontworpen:
| In Europa Duitsland Golf Club Augsburg Golf Club Bad-Wiessee Golf Club am National Park Bayerischer Wald Golf Club Deggendorf auf der Rusel Golf Park Gut Häusern (Ladies German Open) Golf Club Hechingen-Hohenzollern Golf Club Kassel Pyrmonter Golf Club Italië Golf Club Arenzano Golf Club Cervino Golf Club Cortina Lanzo d'Intelvi Golf di Montechiarello Golf Club Torino Golf Club Varese Golf Club Biella Golf Club Barlassina Zwitserland Golf Club Arosa Golf Club Bad Ragaz (Senior Swiss Open) Golf Club Berne in Gurten Golf Club Davos Golf Club Flims | - Golf Club de Genève - Golf Club Gstaad Saanenland - Golf Club Heidiland - Golf Küssnacht - Golf Club Lenzerheide (Harradine Memorial) - Golf Gerre Losone (Ladies Swiss Open) - Golf Club Montreux - Ostschweizerischer Golf Club - Golf Club Schoenenberg - Golf Club Vulpera - Golf Club Praveys in Bulgarije |

## Renovaties
- Golf & Country Club de Bonmont, eerder door zijn vader aangelegd
- Creekside Golf Course in Dubai samen met Thomas Bjørn